# Jonas Rasmussen (badmintonspiller)
 Der er flere personer med dette navn, se Jonas Rasmussen.
Jonas Rasmussen (født 28. oktober 1977 i Aarhus) er en dansk tidligere badmintonspiller, der i en årrække tilhørte verdenseliten i doublerækkerne.
Jonas Rasmussen har især opnået en række topresultater i herredouble sammen med Lars Paaske. 

## Bamintonkarriere
Paaske og Rasmussen blev verdensmestre i 2003 som de første danskere i herredouble i tyve år og har en bronzemedalje fra 2006. Et andet historisk resultat kom kun få måneder efter VM-triumfen, da parret vandt China Open i herredouble, som det første europæiske par nogensinde.
I 2004 blev til sejr på hjemmebane i Denmark Open. Året efter nåede parret finalen ved All England, hvor de tabte til Fu Haifeng og Cai Yun fra Kina. Efter en årrække med gode resultater stoppede duoen samarbejdet i 2005, men det blev genoptaget ca. 9 måneder senere, hvilket var en god ide. 
Lige efter genoptagelsen af makkerskabet blev det til en bronzemedalje i 2006 til VM. Dette resultat blev fulgt af endnu en triumf i Denmark Open i 2006. I 2007 blev det til en finaleplads ved Denmark Open. I 2008 blev Jonas Rasmussen og Lars Paaske europamestre for første gang og senere på året kom så Japan Open-sejren. Den næste helt store titel kom da parret gik igennem All England i 2010 som useedede og vandt en dramatisk finale over landsmændene Mathias Boe og Carsten Mogensen.
Jonas og Lars er ubesejret i Thomas Cup sammenhæng og lå nr. 1 på verdensranglisten i ca. 11 måneder efter at de blev verdensmestre i 2003.[kilde mangler]
Han spillede tidligt i karrieren også mixed double, men efter dannelsen af herredoublen med Lars Paaske koncentrerede han sig om dette. Efter Paaskes karrierestop spillede han i en kort periode med Mads Conrad-Petersen, inden Jonas Rasmussen indstillede karrieren i november 2012.

### OL
Jonas Rasmussen har deltaget i OL to gange. Første gang i 2004 i Athen, hvor han både spillede herredouble sammen med Lars Paaske mixed double med Rikke Olsen. I herredouble blev Paaske og Rasmussen elimineret i anden runde, mens han i mixed double først blev besejret i semifinalen, hvorpå han og Rikke Olsen tabte kampen om bronze til landsmændene Mette Schjoldager og Jens Eriksen.
Ved OL 2008 i Beijing spillede han kun herredouble med Paaske, og parret nåede semifinalen, hvor det blev til nederlag, hvilket også blev resultatet i kampen om bronze.

### Resultater
Vinder
- Yonex German Open 2002
- China Open 2003
- Denmark Open 2004
- Denmark Open 2006
- Yonex Japan Super Series 2008
- All England 2010

Finalist
- Yonex-Sunrise Singapore Open 2003
- Yonex All England Open 2005
- Siam Cement Thailand Open 2005
- Denmark Open 2005
- Singapore Open 2006
- Yonex Chinese Taipei Grand Prix Gold 2007
- Proton Malaysia Open Super Series 2008
- Hong Kong Super Series 2009

Mesterskaber
- World Championships 2003 – Gold
- World Championships 2006 – Bronze
- European Championships 2008 – Gold